# Lena Wilke

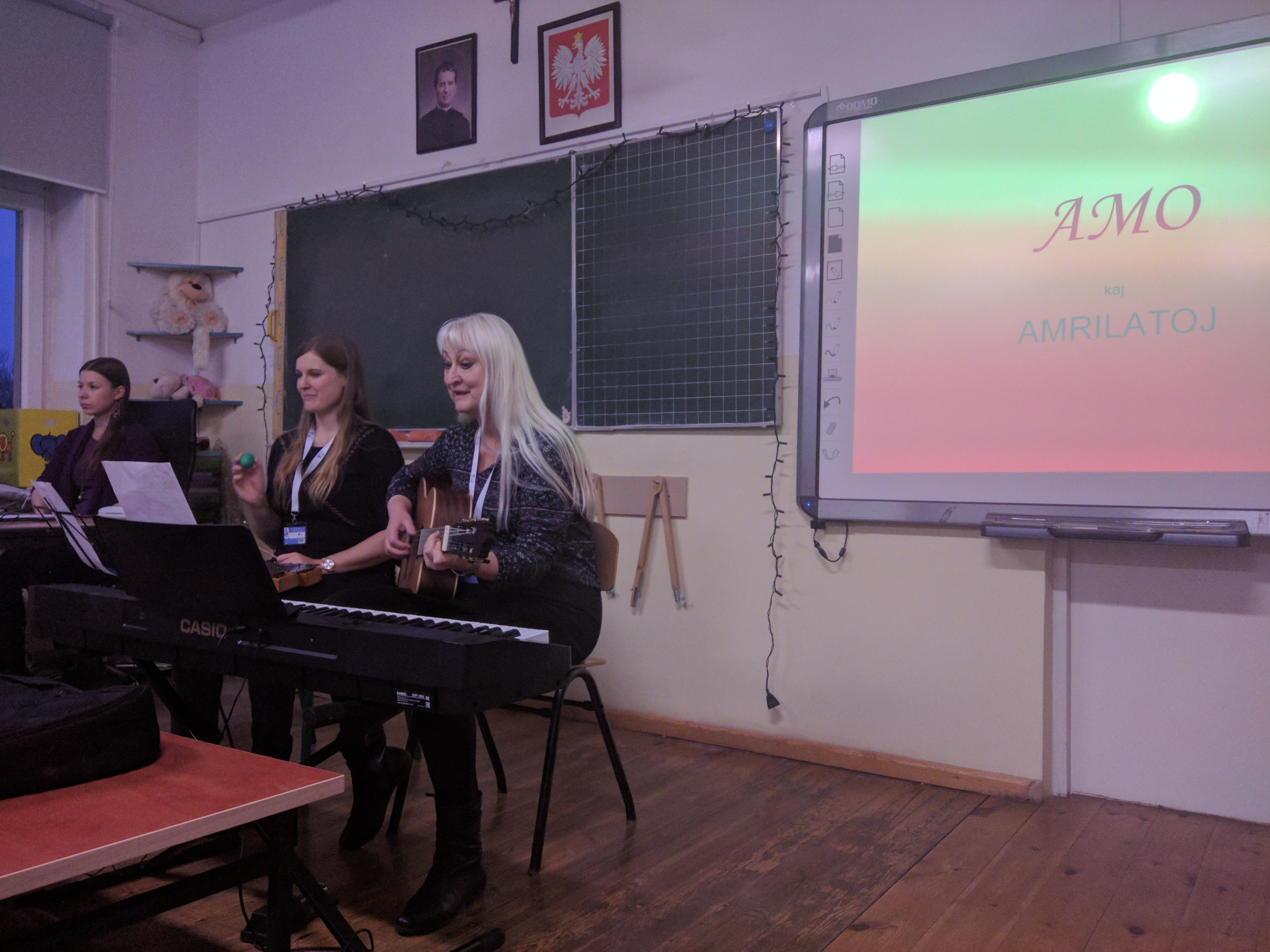
Lena Wilke (vorn) mit Ĵenja Wilke bei der Esperanto-Jugendwoche 2017

Lena Wilke (geboren als Elena Bystritskaja) ist eine deutsch-ukrainische Liedermacherin und Musikerin.

## Leben
Lena Wilke Bystritskaja wurde in Leipzig geboren, wuchs aber in der Ukraine auf, wo sie in Kiew Klavier und Musiktheorie studierte. Noch in der Ukraine erlernte sie 1984 die internationale Sprache Esperanto. Lena Wilke hat seitdem ca. 100 Chansons auf Deutsch, Russisch und Esperanto geschrieben und auch ukrainische Liedertexte in Esperanto übersetzt.
1991 ging sie zurück nach Deutschland und unterrichtete u. a. an der Musik- und Kunstschule in Schwedt/Oder. Parallel war sie bis 2004 Musikerin an den Uckermärkischen Bühnen Schwedt. Dort war sie Mitbegründerin der Esperato-Band „Ne plu“. Mit ihrer Tochter Shenja (Ĵenja) gründete sie 2009 das Duo „ĴeLe“. Eine Zusammenarbeit verbindet sie zudem mit der Künstlergemeinschaft „apluso“, die ihre Musik und ihre Texte von Esperanto ins Deutsche überträgt oder daraus neue Lieder entwickelt.

## Theater
- 2000 Faust 2
- 2001 Das Kunstseidene Mädchen
- 2001 Der Diener zweier Herren
- 2001 Wer weiß, wie´s mit uns weiter…
- 2002 Skandal am Kanal
- 2002 Einzug ins Schloss
- 2003 Anatevka

## Musik (Veröffentlichungen)
- 1993 Dank' al vi, CD
- 1994 Ni kantas kune, mit Marina Korotj, CD
- 1999 Ne plu, CD
- 2010 Tra la sonĝoj, mit Ĵenja Wilke, CD
- 2013 Sentokaoso, CD
- 2014 En Esperantujo, CD
- 2017 Kukoj kun fromaĝ, mit Ĵenja Wilke, CD
- 2020 Stacioj de l’amo, mit Ĵenja Wilke, CD
- 2023 Geister und Dämonen auf „apluso EINS“, EP
- 2023 Liebeslied auf „apluso MASCHA KALÉKO“, EP
- 2024 Haltestelle/Haltejo und Lebewohl auf „apluso DREI“, EP